# Kugve, Sagar
Kugve là một làng thuộc tehsil Sagar, huyện Shimoga, bang Karnataka, Ấn Độ.